# Theunis Wypart
Pour les articles homonymes, voir Theunis.
Theunis (ou Antoine) Wypart ou Wiepart, dit Le Jeune, (né vraisemblablement à Liège dans le deuxième quart du XVIe siècle), est un peintre-verrier d'une famille d'origine flamande installée à Liège.

## Biographie
Wypart est le fils de Theunis Wypart Le Vieux, également artiste-verrier comme plusieurs hommes de la famille Wypart. Guillaume Wypart est cité en 1532 comme suspect d'hérésie et est le plus ancien artiste verrier connu à ce jour dans la famille Wypart. Il est possible qu'il soit le père de Theunis Wypart Le Vieux, et donc le grand-père de Theunis Wypart Le Jeune.
Il épouse en 1562 une bourgeoise de Liège, Marie, fille de Gérard Heyne. De cette union naît Paul I, qui suit les traces de son père et est désigné comme verrier attitré de la cathédrale Saint-Lambert. Ses descendants, Antoine III et Paul II sont également désignés pour cet office.

## Œuvre
Le 14 février 1587, le prince-évêque de Liège, Ernest de Bavière, remet à Wypart Le Jeune 70 florins pour l'exécution d'une verrière destinée à l'abbaye de Robermont ainsi que 120 florins pour une verrière destinée à l'église Saint-Servais.
En 1588, l'artiste réalise une verrière pour l'abbaye du Val-Benoit et peint quatre vitraux ornés des armoiries du prince-évêque de Liège, deux d'entre eux étant destinés à la maison du chanoine Pierre Curtius et les deux autres à la maison du curé de Saint-Servais.
En 1596, il orne l'église des jésuites de Liège d'une grande verrière, grâce au mécénat d'Ernest de Bavière.